# La famiglia Antrobus
La famiglia Antrobus, con sottotitolo per il rotto della cuffia, è una commedia del 1942 di Thornton Wilder, il cui titolo originale in inglese è The Skin of Our Teeth.
Narra la vicenda di una famiglia americana che ironizza, con tutti i suoi alti e bassi, sull'intera specie umana (questo è quanto viene anche suggerito dal nome, Antrobus oppure, meno spesso, Antropus). Nel corso delle varie epoche, la famiglia è costretta continuamente a sottrarsi alle calamità storiche e naturali.
Il lavoro teatrale fu concepito durante il periodo in cui gli Stati Uniti stavano per fare il loro ingresso nel secondo conflitto mondiale. Portato alla prima con un cast di interpreti assai conosciuti, divenne molto popolare (anche perché è adatto alle rappresentazioni di compagnie di dilettanti) e vinse il Premio Pulitzer per il teatro del 1943.

## Personaggi
- Il signor Antrobus: il classico capofamiglia americano, inventore e politico impegnato tutto il giorno in ufficio. È presidente del genere umano, quindi della specie vivente destinata a guidare le altre su questa terra.
- La signora Antrobus: estremamente dedita al marito, ne cura e difende gli interessi.
- Sabina: la domestica di casa, donna giovane e piacente, è la figura che presenta al pubblico la famiglia, conoscendone a perfezione i pregi e (soprattutto) i difetti. È convinta che i bambini siano un supplizio sopportabile soltanto per i genitori. Per il signor Antrobus, rappresenta la tentazione del male.
- Henry: figlio degli Antrobus, viene sporadicamente chiamato Caino.
- Gladys: la figlia minore della famiglia.

## Trama
I tre atti della commedia mostrano, secondo un ordine cronologico, tre periodi diversi della vita di famiglia e del genere umano:
- Durante il primo atto, ambientato nella fatiscente casa di famiglia, vengono a delinearsi i contorni dei personaggi e la situazione della famiglia, le cui vicende hanno chiari riferimenti tanto alla società americana degli anni quaranta, quanto alla preistoria: una glaciazione sta facendo sentire il suo effetto sulla zona. La famiglia è costretta a liberarsi dei propri animali domestici, dinosauri e mammut.
- Nel secondo atto, i personaggi si ritrovano sullo sfondo tranquillo e lussureggiante di Atlantic City.  Malgrado i figli degli Antrobus siano oramai cresciuti e si mostrino piuttosto irrequieti, la scena si mostra in prevalenza solare. Infatti, dato che Antrobus si presenta trionfalmente al mondo come presidente dell'umanità, è implicito che la minaccia della glaciazione è oramai superata. Tuttavia, con le sue previsioni una chiromante si mostra criticamente in scena e non fa presagire nulla di buono. Infatti, il Diluvio universale è imminente, sicché gli Antrobus saranno più tardi costretti a riparare, insieme agli animali, in una specie di Arca di Noè.
- Il terzo atto, nuovamente a casa degli Antrobus nel New Jersey, presenta a sua volta un'altra situazione completamente nuova: dopo essere scampata al diluvio, la famiglia è ora reduce da una guerra ed il figlio degli Antrobus, Henry, è ritornato con i gradi del militare; Gladys, che durante la guerra è rimasta nascosta in una specie di rifugio sotterraneo, ritorna alla luce del sole tenendo in braccio un bebè. Malgrado la scampata apocalisse, il male di tutti i giorni si è rifatto un nido in grembo alla famiglia. Esattamente come nella scena di apertura del primo atto, il pezzo finisce con le critiche e svogliate digressioni di Sabina. Questa, che durante il secondo atto era assurta al ruolo di star della scena, è ormai ritornata in cucina, lamentandosi della sua situazione subalterna e della vita in genere.

## Tematiche
Simili ad Adamo ed Eva con i figli, moglie e marito conducono un'esistenza paragonabile a quella di una famiglia americana. Durante lo svolgersi della vicenda, vengono rappresentati disastri biblici e preistorici cui gli Antrobus riescono continuamente a sottrarsi.  Tuttavia, la fine del pezzo lascia intuire che l'ennesima salvezza che la famiglia ha raggiunto - per il rotto della cuffia - non è portatrice solo di bene, ma significa un'eterna ricaduta negli schemi negativi di tutti i giorni. Così, gli Antrobus sono anche debitori verso se stessi, e verso il mondo, di un approfondito esame di coscienza.
La parte ottimistica del messaggio sta senza dubbio nell'eterno sopravvivere al ripetersi delle minacce. La dinamica ciclica del tempo ed il concetto del pezzo teatrale provengono in parte dal romanzo Finnegans Wake; per l'uso di questa fonte letteraria, Wilder fu criticato fino all'accusa di plagio.

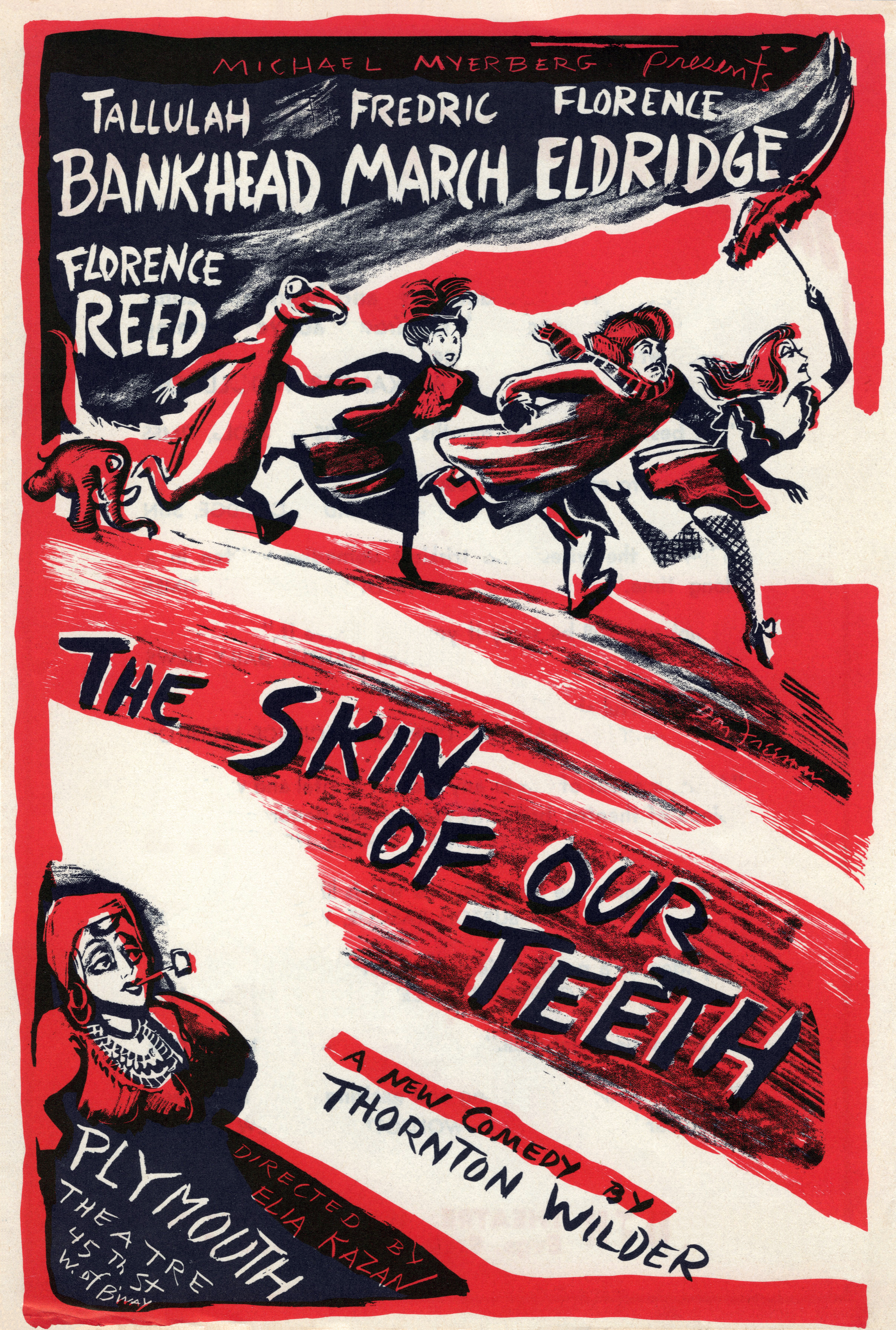
Il poster della prima a Broadway (1942)

## Stile
Spesso la commedia mostra spiccate tendenze verso l'assurdo. Non mancano inoltre stralci di teatro nel teatro, dove si rappresentano le critiche del pubblico o delle discussioni tra il regista e singoli attori che si rifiutano di portare avanti la recitazione della loro parte.
La combinazione di diverse ere storiche non fa che sottolineare la mancanza di cambiamenti sostanziali nella sorte e nella natura umana; insieme all'intercalarsi di lunghe pause storiche non raccontate tra un atto e l'altro conferisce al pezzo un suo originale dinamismo.

## Rappresentazioni
The Skin of Our Teeth ha debuttato il 15 ottobre 1942 allo Shubert Theatre di New Haven, Connecticut, e poi al Plymouth Theatre di Broadway dal 18 novembre 1942. La regia era di Elia Kazan, gli interpreti Tallulah Bankhead, Fredric March, Florence Eldridge, Montgomery Clift.
La prima italiana de La famiglia Antropus, nella traduzione di Gerardo Guerrieri, è stata rappresentata il 30 dicembre 1948 al Piccolo Teatro di Milano, per la regia di Giorgio Strehler, scene e costumi di Giulio Coltellacci, arredi di Marco Zanuso, musiche di Fiorenzo Carpi; interpreti principali: Lilla Brignone, Gianni Santuccio, Mario Feliciani, Giovanna Galletti, Lia Angeleri, Alberto Bonucci, Marcello Moretti, Anna Canitano, Nino Cestari, Vittoria Martello. 

## Edizioni
- Thornton Wilder, Tre commedie: La piccola città; La famiglia Antrobus; La sensale di matrimoni, Milano, Mondadori, 1975. Con introduzione di Claudio Gorlier e prefazione dell'autore.